# Bilboquet (Spiel)

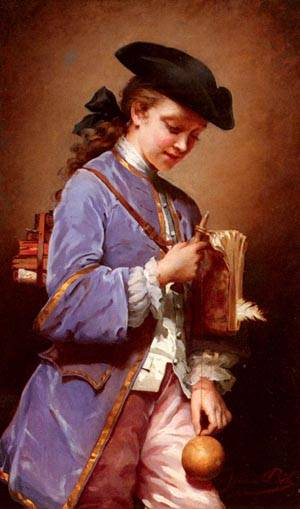
Jeanne Bole: L’Enfant au Bilboquet (19. Jahrhundert)

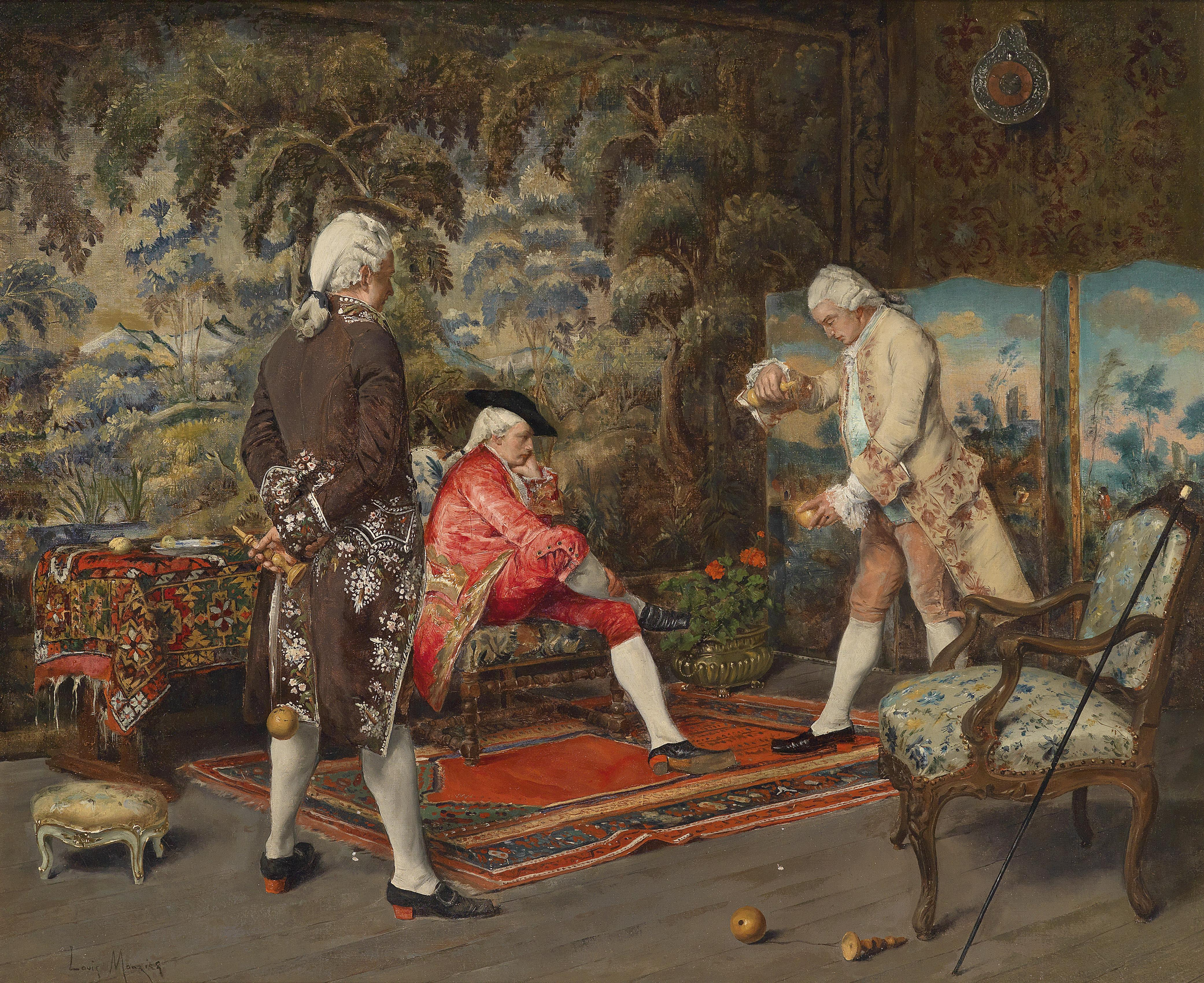
Männer beim Bilboquet (Gemälde von Monzies 1880)

Beim Bilboquet (u. a. auch Ring und Pin, Balero, Kendama, Ticayo oder Perinola genannt) handelt es sich um ein Geschicklichkeitsspiel.

## Geschichte
Kanadische Inuit gelten als die Urheber dieses Spiels, dem aus Walrosszähnen geschnitzt und unter der Bezeichnung Ajaqaq magische Kräfte zugeschrieben wurden. Es sollte, im Winter oder Vorfrühling gespielt, die Ankunft der Sonne beschleunigen. Indianer der Nordwestküste nannten es dzagzegala und es war üblich, Wetten auf den Gewinner abzuschließen.
Bilboquet war am Ende des 16. Jahrhunderts ein beliebtes Spielzeug. Es sei so beliebt und verbreitet gewesen, dass zur Zeit Heinrichs des Dritten in Frankreich „fast Jedermann eins bei sich trug und selbst in Gesellschaft und während der Unterhaltung nebenher sich damit die Zeit vertrieb“. Das Spiel fand den Weg nach Japan und wurde dort als Kendama bekannt. Das Spielgerät selbst wurde auch umgebaut als unauffällige Waffe (Hibuki) der Geishas.

## Funktion
Es besteht aus einem gedrechselten, an einem Ende in eine Spitze auslaufenden Stab, an dem über eine Schnur eine Kugel befestigt ist. Diese Kugel hat ein Loch, das durch geschicktes Werfen auf die Stabspitze fallen muss. Daher auch der Name (bille = Kugel, boquet = kleiner Ziegenbock. Die Kugel wird „aufs Horn“ genommen). Als Material wird Holz, Bein oder Kunststoff verwendet. Inuit verwendeten als Kugel Kaninchenschädel und statt Kordel Tiersehnen.

## Varianten
Es sind auch Bilboquet-Formen bekannt, wo oben auf dem Stab eine Pfanne bzw. ein Becher sitzt, mit dem man die Kugel fängt. Es gibt einfache Varianten aus Knochen und edle aus Marmor oder Gold. Bei mehreren verschieden großen Löchern zählt es je nach Schwierigkeit anders. Es existieren auch Varianten mit mehreren Kugeln.